# 硫氰酸酯

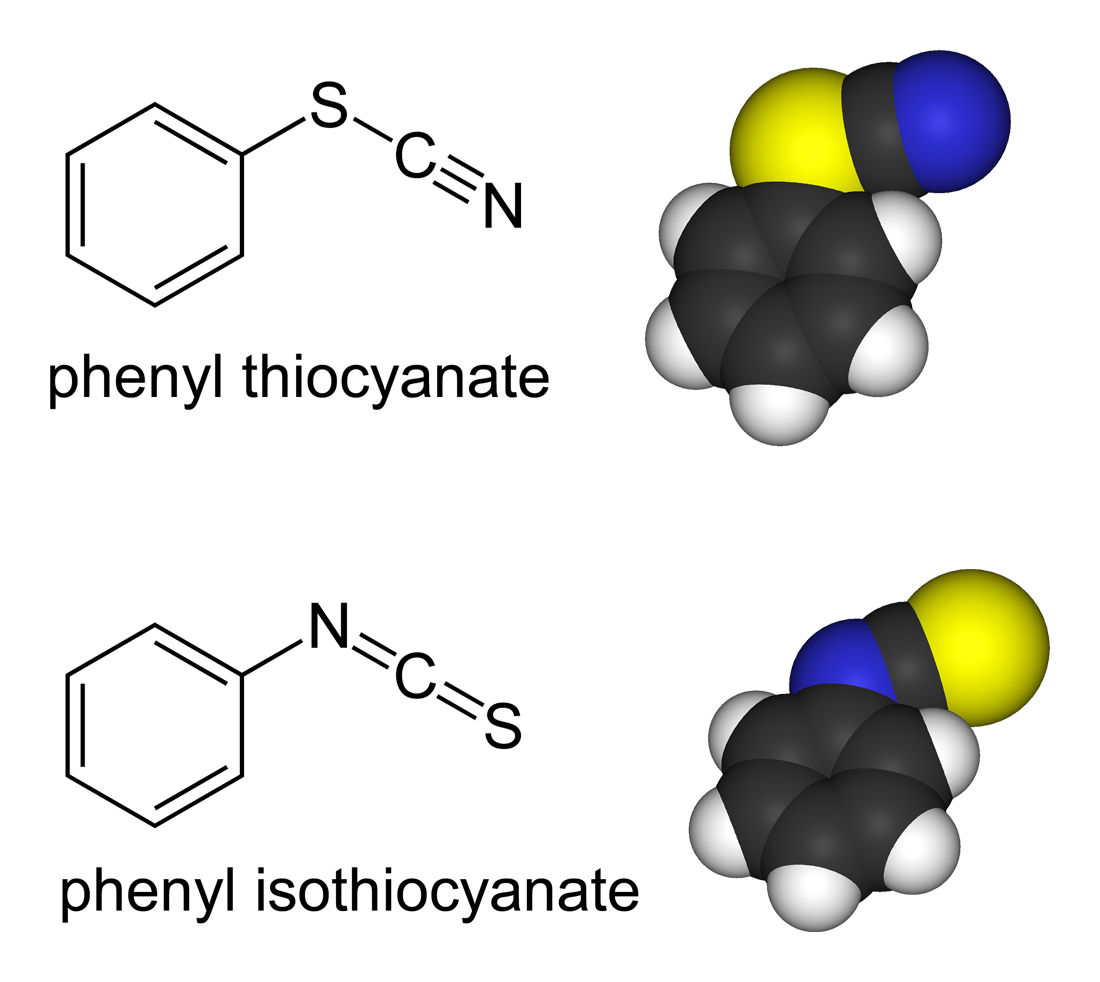
硫氰酸苯酯和异硫氰酸苯酯互为异构体。

硫氰酸酯是一类有机化合物，含有官能团 RSCN。其中的有机基团R和硫原子连接：R−S−C≡N 有一个 S–C 单键和一个C≡N 三键。
硫氰酸酯是有价值的基团，可以有效地产生各种含硫官能团。

## 制备
硫氰酸酯存在几种合成路线，其中最常见的是卤代烷和碱性的硫氰酸盐在水性介质中反应而成。 这个反应的示例是通过在沸腾的乙醇中用硫氰酸钠处理2-溴丙烷来制备硫氰酸异丙酯。该路线的主要问题是异硫氰酸酯的竞争形成。“SN1类”的底物（例如苄基卤化物）倾向于产生异硫氰酸酯衍生物。
一些硫氰酸酯可以通过有机硫化合物的氰化而成。硫基氯 (RSCl) 和硫代硫酸酯 (RSSO3-) 和碱金属氰化物反应，产生硫氰酸酯和氯化物或亚硫酸盐。
硫氰酸芳香酯可以通过硫氰化反应产生，也就是硫氰的反应。该反应有利于富电子的芳香性底物。